# Björn Landström

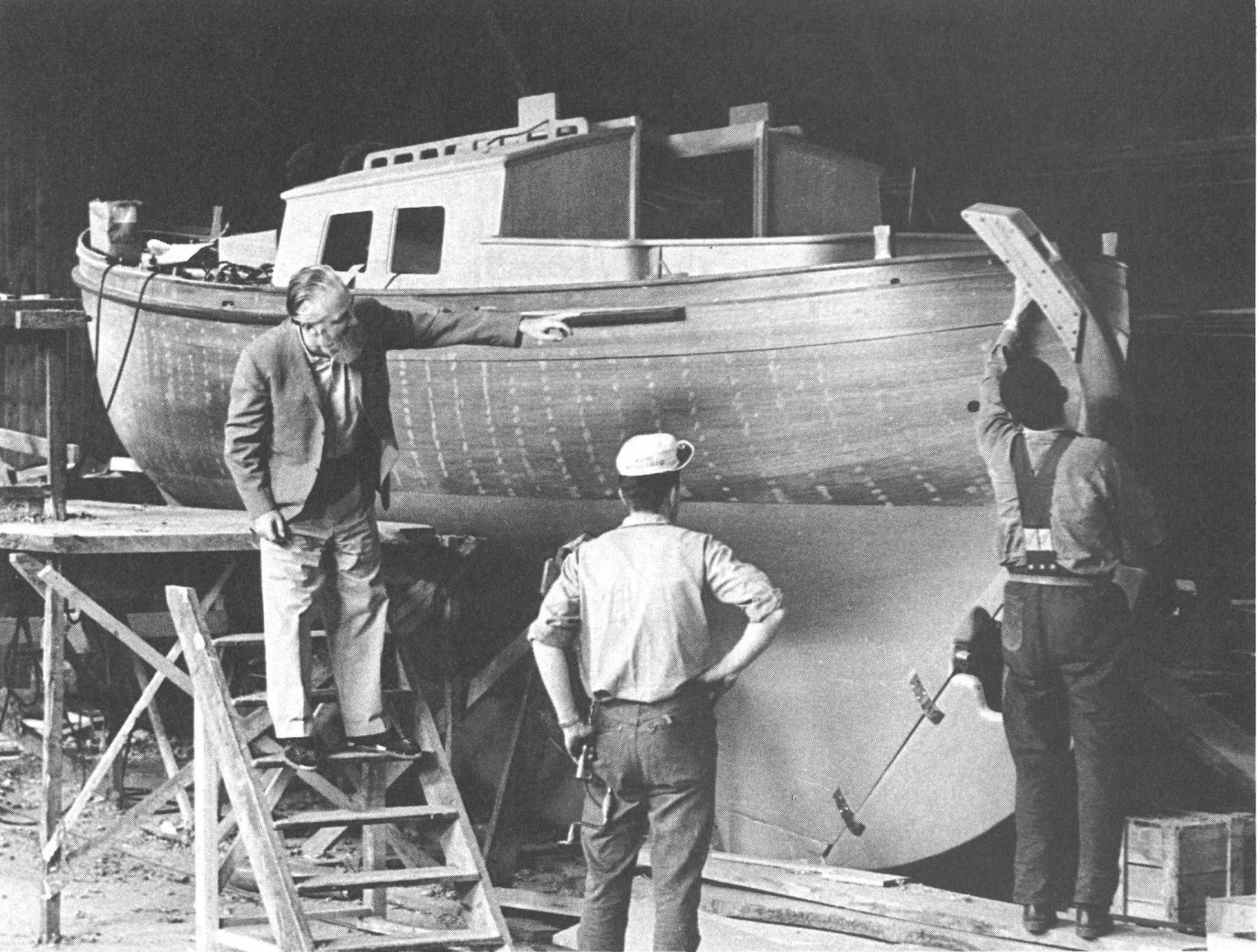
Björn Landström (a la Izquierda) supervisando la construcción de su barco Antilia.

Björn Olof August Landström (Kuopio, Finlandia 21 de abril de 1917 -  Helsinki, Finlandia 7 de enero de 2002) fue un artista finés de habla sueca, escritor, diseñador gráfico, ilustrador e investigador. También escenificó y dirigió obras de teatro.
En 1961 se volvió internacionalmente conocido por su libro El barco, el cual fue traducido a varias lenguas. Otros de sus trabajos notables son Bold Voyages and Great Explorers (1964), Ships of the Pharaohs: 4000 Years of Egyptian Shipbuilding (1970) y The Royal Warship Vasa (1980). 
Su arte decora la portada del famoso libro Sinuhé, el egipcio, de Mika Waltari.